# Tibor Pleiß
Tibor Pleiß (Bergisch Gladbach, 2 novembre 1989) è un cestista tedesco.

## Carriera
È stato selezionato dai New Jersey Nets al secondo giro del Draft NBA 2010 (31ª scelta assoluta). È stato il centro titolare della Anadolu Efes campione di Eurolega nel 2021 e 2022.
Con la Germania ha disputato i Campionati mondiali del 2010 e quattro edizioni dei Campionati europei (2009, 2011, 2013, 2015).

## Statistiche
| † | Denota una stagione in cui ha vinto il titolo |

### NBA

#### Regular Season
| Anno      | Squadra   | PG | PT | MP  | TC%  | 3P% | TL% | RP  | AP  | PRP | SP  | PP  |
| --------- | --------- | -- | -- | --- | ---- | --- | --- | --- | --- | --- | --- | --- |
| 2015-2016 | Utah Jazz | 12 | 0  | 6,8 | 44,0 | 0,0 | 100 | 1,3 | 0,2 | 0,1 | 0,2 | 2,0 |
| Carriera  | Carriera  | 12 | 0  | 6,8 | 44,0 | 0,0 | 100 | 1,3 | 0,2 | 0,1 | 0,2 | 2,0 |

#### Massimi in carriera
- Massimo di punti: 8 vs San Antonio Spurs (6 gennaio 2016)[1]
- Massimo di rimbalzi: 6 vs Memphis Grizzlies (2 gennaio 2016)
- Massimo di assist: 1 (2 volte)
- Massimo di palle rubate: 1 vs San Antonio Spurs (6 gennaio 2016)
- Massimo di stoppate: 1 (2 volte)
- Massimo di minuti giocati: 24 vs San Antonio Spurs (6 gennaio 2016)

### G League
| Anno      | Squadra        | PG | PT | MP   | TC%  | 3P%  | TL%  | RP   | AP  | PRP | SP  | PP   |
| --------- | -------------- | -- | -- | ---- | ---- | ---- | ---- | ---- | --- | --- | --- | ---- |
| 2015-2016 | Idaho Stampede | 28 | 28 | 31,5 | 58,3 | 31,6 | 87,7 | 10,5 | 1,6 | 0,5 | 1,4 | 12,3 |
| Carriera  | Carriera       | 28 | 28 | 31,5 | 58,3 | 31,6 | 87,7 | 10,5 | 1,6 | 0,5 | 1,4 | 12,3 |

### Eurolega
| Anno       | Squadra        | PG  | PT  | MP   | TC%  | 3P%  | TL%  | RP  | AP  | PRP | SP  | PP   |
| ---------- | -------------- | --- | --- | ---- | ---- | ---- | ---- | --- | --- | --- | --- | ---- |
| 2010-2011  | Bamberger      | 10  | 10  | 19,1 | 41,4 | 44,4 | 78,9 | 6,3 | 0,9 | 0,1 | 1,5 | 6,7  |
| 2011-2012  | Bamberger      | 10  | 4   | 18,6 | 50,0 | 0,0  | 68,2 | 5,4 | 0,4 | 0,0 | 0,8 | 6,5  |
| 2012-2013  | Saski Baskonia | 25  | 4   | 14,2 | 60,7 | 33,3 | 84,6 | 3,9 | 0,2 | 0,2 | 0,6 | 5,0  |
| 2013-2014  | Saski Baskonia | 24  | 21  | 21,1 | 55,7 | -    | 86,3 | 5,4 | 0,5 | 0,5 | 1,0 | 12,0 |
| 2014-2015  | Barcellona     | 25  | 1   | 13,1 | 58,4 | 50,0 | 84,8 | 3,9 | 0,2 | 0,2 | 0,6 | 5,3  |
| 2016-2017  | Galatasaray    | 28  | 20  | 17,1 | 56,1 | 40,0 | 76,5 | 4,6 | 0,5 | 0,2 | 1,2 | 7,7  |
| 2017-2018  | Valencia       | 29  | 14  | 19,3 | 56,5 | 50,0 | 79,7 | 5,2 | 0,6 | 0,4 | 1,1 | 10,1 |
| 2018-2019  | Anadolu Efes   | 37  | 5   | 14,2 | 62,3 | 33,3 | 87,8 | 3,7 | 0,4 | 0,4 | 0,5 | 8,1  |
| 2019-2020  | Anadolu Efes   | 28  | 22  | 18,7 | 61,3 | 25,0 | 92,6 | 4,2 | 0,4 | 0,5 | 0,5 | 9,5  |
| 2020-2021† | Anadolu Efes   | 24  | 9   | 12,0 | 57,4 | 41,2 | 88,9 | 2,7 | 0,5 | 0,2 | 0,3 | 6,8  |
| 2021-2022† | Anadolu Efes   | 40  | 26  | 18,1 | 56,9 | 44,2 | 89,1 | 4,3 | 0,6 | 0,4 | 0,5 | 9,6  |
| 2022-2023  | Anadolu Efes   | 33  | 19  | 15,1 | 53,5 | 32,6 | 91,3 | 2,9 | 0,5 | 0,2 | 0,3 | 6,7  |
| 2023-2024  | Anadolu Efes   | 23  | 19  | 18,0 | 48,7 | 43,5 | 88,9 | 3,6 | 0,7 | 0,3 | 0,6 | 7,8  |
| 2024-2025  | Panathīnaïkos  | 8   | 1   | 4,8  | 20,0 | 0,0  | -    | 0,6 | 0,2 | 0,1 | 0,1 | 1,0  |
| Carriera   | Carriera       | 344 | 175 | 16,3 | 56,0 | 38,4 | 84,2 | 4,1 | 0,5 | 0,3 | 0,7 | 7,9  |

### Eurocup
| Anno      | Squadra         | PG | PT | MP   | TC%  | 3P% | TL%  | RP  | AP  | PRP | SP  | PP  |
| --------- | --------------- | -- | -- | ---- | ---- | --- | ---- | --- | --- | --- | --- | --- |
| 2007-2008 | RheinStars Köln | 2  | 0  | 3,6  | 0,0  | 0,0 | -    | 0,0 | 0,0 | 0,0 | 0,0 | 0,0 |
| 2009-2010 | Bamberger       | 12 | 10 | 17,6 | 52,1 | -   | 75,8 | 5,7 | 0,2 | 0,3 | 0,8 | 8,2 |
| Carriera  | Carriera        | 14 | 10 | 15,6 | 51,4 | 0,0 | 75,8 | 4,9 | 0,1 | 0,3 | 0,7 | 7,1 |

## Palmarès

### Club

#### Competizioni nazionali
- Campionato tedesco: 3

Brose Bamberg: 2009-10, 2010-11, 2011-12
- Campionato turco: 3

Anadolu Efes: 2018-19, 2020-21, 2022-23
- Coppa di Germania: 4

Cologne 99ers: 2007
Brose Bamberg: 2010, 2011, 2012
- Liga catalana: 1

Barcellona: 2014
- Coppa di Turchia: 1

Anadolu Efes: 2022
- Supercoppa tedesca: 2

Brose Bamberg: 2010, 2011
- Supercoppa spagnola: 1

Valencia: 2017
- Coppa del Presidente: 3

Anadolu Efes: 2018, 2019, 2022

#### Competizioni internazionali
- Eurolega: 2

Anadolu Efes: 2020-21, 2021-22

### Individuale
- MVP Coppa di Turchia: 1

Anadolu Efes: 2022